# Kanton Dax-Sud
Dax-Sud is een voormalig kanton van het Franse departement Landes. Het kanton maakte deel uit van het arrondissement Dax.

## Gemeenten
Het kanton Dax-Sud omvatte de volgende gemeenten:
- Bénesse-lès-Dax
- Candresse
- Dax (deels, hoofdplaats)
- Heugas
- Narrosse
- Oeyreluy
- Saint-Pandelon
- Saugnac-et-Cambran
- Seyresse
- Siest
- Tercis-les-Bains
- Yzosse